# 水豐路
水丰路是中華人民共和國上海市杨浦区一條西北-東南走向道路，道路西北起自靖宇东路，東南至周家嘴路，全长1182米，宽9.2米至16.2米，车行道宽7米至9米。道路於1952年修建，路名來自於辽宁省水丰水库。道路沿途有上海出版印刷高等专科学校（水豐路校區）。